# 1987 في البرتغال
فيما يلي قوائم الأحداث التي وقعت خلال عام 1987 في البرتغال.

## رياضة
- 1 يناير – نهائي كأس أوروبا 1987

## مواليد

### يناير
- 3 يناير – لويس مانويل براغا دياز لاعب كرة قدم برتغالي.[1]
- 9 يناير – نونو كارفاليو لاعب كرة قدم برتغالي.[2]
- 12 يناير – ماركو أندريه روتشا بيريرا لاعب كرة قدم برتغالي.[3]
- 19 يناير – فاوستو لورنسو لاعب كرة قدم برتغالي.[4]

### مارس
- 10 مارس – ريكاردو جانوتا لاعب كرة قدم برتغالي.[5]
- 26 مارس – أندريه مارتينز لاعب كرة قدم برتغالي.[6]
- 27 مارس – روي دانيال مورايس غوميز لاعب كرة قدم برتغالي.[7]

### أبريل
- 1 أبريل – فيتورينو أنتونيس لاعب كرة قدم برتغالي.[8]
- 1 أبريل – لويس فيراز[9]
- 14 أبريل – إدغار كوستا لاعب كرة قدم برتغالي.[10]

### مايو
- 7 مايو – هيلدر غويديس لاعب كرة قدم برتغالي.[11]
- 8 مايو – خوسيه كارلوس كوينتراو مارافونا لاعب كرة قدم برتغالي.[12]
- 16 مايو – برناردو سوسا مهندس برتغالي.
- 29 مايو – روي سامبايو لاعب كرة قدم برتغالي.[13]

### يوليو
- 27 يوليو – دييغو تافاريز لاعب كرة قدم برتغالي.[14]
- 31 يوليو – ماركو أندريه لاعب كرة قدم برتغالي.[15]

### أغسطس
- 1 أغسطس – أندريه ماركيز لاعب كرة قدم برتغالي.[16]
- 1 أغسطس – روبن ريبيرو لاعب كرة قدم برتغالي.[17]
- 14 أغسطس – فايتور هوجو غوميز باسوس لاعب كرة قدم برتغالي.
- 21 أغسطس – كورا
- 23 أغسطس – كارلوس فونسيكا لاعب كرة قدم برتغالي.[18]
- 27 أغسطس – دوارتي دوارتي لاعب كرة قدم برتغالي.[19]
- 30 أغسطس – أوجوستوا دومينغوس كويبيتو لاعب كرة قدم برتغالي.[20]

### سبتمبر
- 6 سبتمبر – برونو مورييرا لاعب كرة قدم برتغالي.[21]
- 28 سبتمبر – سيلفيو بيريرا لاعب كرة قدم برتغالي.[22]

### نوفمبر
- 15 نوفمبر – برونو غاما لاعب كرة قدم برتغالي.[23]
- 26 نوفمبر – فرناندو لوبيز دوس سانتوس فاريلا لاعب كرة قدم من الرأس الأخضر.[24]
- 27 نوفمبر – كارولينا مينديز لاعبة كرة قدم.[25]

### ديسمبر
- 29 ديسمبر – جواو بيدرو سيلفا لاعب كرة قدم برتغالي.[26]
- 29 ديسمبر – خوان بيدرو بينا لاعب كرة قدم برتغالي.

## وفيات

### يناير
- 1 يناير – غوستافو تيكسيرا (مواليد 1908) لاعب كرة قدم برتغالي.

### فبراير
- 20 فبراير – مانويل سواريس ماركيز (مواليد 1917) لاعب كرة قدم برتغالي.

### سبتمبر
- 18 سبتمبر – أمريكو توماس (مواليد 1894) سياسي برتغالي.[27]